# Lobougoula
Lobougoula è un comune rurale del Mali facente parte del circondario di Sikasso, nella regione omonima.
Il comune è composto da 35 nuclei abitati:
- Bagnabougou
- Dioukasso
- Fantarasso
- Gueneba
- Kadiorni
- Karbasso
- Kinasso
- Konzasso-Diassa
- Konzasso-Fourou
- Koroma
- Kotorola
- Kotoumana
- Lobougoula
- Mougnina
- Mpelasso
- N'Golokasso
- N'Goloniena
- N'Gorona

- N'Tessoni
- N'Torla
- Nagnasso
- Napanasso
- Nièguèdougou
- Pissasso
- Pitagalasso
- Senani
- Sirapha-Diassa
- Sokourani
- Sopi
- Sotian
- Souroukoudingue
- Terebougou
- Zacko
- Zanasso
- Ziasso